# (5496) 1973 NA
(5496) 1973 NA est un astéroïde Apollon et aréocroiseur. Il fut découvert par Eleanor Francis Helin à l'observatoire Palomar le 4 juillet 1973. Son orbite est caractérisée par une forte inclinaison : 68°.